# Polypera
Polypera is een monotypisch geslacht van straalvinnige vissen uit de familie van slakdolven (Liparidae).

## Soort
- Polypera simushirae (Gilbert & Burke, 1912)